# Funny Valentine (storia a fumetti)
Funny Valentine è una raccolta di 15 storie brevi di Valentina, celebre personaggio creato da Guido Crepax. Pubblicata a episodi per la prima volta sulla rivista linus, si tratta di una serie metanarrativa in cui Valentina ha a che fare con vari personaggi delle sue storie precedenti, con l'ambiente della redazione di linus, con Crepax stesso ed infine con Louise Brooks (attrice americana a cui è ispirata).

## Episodi

### Parigi, o Dada (1967)
Valentina viene rapida dalla banda di Madame Garance (gli antagonisti in Ciao, Valentina!) e portata in cima alla Torre Eiffel. Qui la obbligano a far loro una foto, dichiarando di volersi candidare alle prossime elezioni come oltranzisti di destra.

### New Orleans function (1967)
Valentina è di nuovo alle prese con Garance e i suoi uomini, questa volta nel ruolo di gangster americani che stanno uccidendo varie persone. La polizia giunge sul luogo e trattiene Valentina, che denuncia i criminali dichiarando che hanno ucciso 31 persone (tra le quali un presidente, riferimento all'assassinio di Kennedy). La polizia non le dà retta e decide di catturare i gangster per arruolarli nell'esercito.

### April in Athens (1967)
Valentina commenta il golpe dei colonnelli appena avvenuto in Grecia.

### Chinatown, my Chinatown (1967)
Valentina brucia con un fiammifero una tigre di carta, emblema dell'imperialismo americano.

### Tautology (1967)
Episodio senza parole in cui si consuma uno scontro diretto tra Valentina e Garance.

### The lady is a tramp (1968)
Philip Rembrandt si trova insieme a Garance, una Sotterranea, Jenny (personaggio de L'astronave pirata) e Martha (antagonista de La forza di gravità) e chiede dove sia Valentina.

### Oh, no! John! (1969)
Valentina è inseguita da soldati zaristi e si rifugia nella redazione di linus.

### Filippo e Valentina (Hänsel e Gretel) (1969)
Episodio che mostra momenti dell'infanzia di Valentina e Philip nel 1945. Lei è al Lido di Venezia e un soldato Americano le offre della cioccolata; lui è a Leida, devastata dalla guerra, e gioca con un carro armato abbandonato.

### Sogni... ricordi (1969)
Valentina si immagina come la regina di Biancaneve che interroga lo specchio. Nel mentre alla redazione di linus irrompono Martha e Frankstone (personaggi de La forza di gravità e Valentina con gli stivali), cercandola. Viene quindi annunciata l'uscita de La Marianna la va in campagna (storia che riprende le due precedenti).

### Il castello di Valentina (1970)
Valentina interpreta il protagonista de Il castello di Kafka. Alla fine della prima pagina la storia è interrotta dall'annuncio della nascita del bambino di Valentina.

### Il gioco di Filippo e Valentina (1970)
Vero e proprio gioco dell'oca con regole insolite, che termina con la nascita del bambino di Valentina e Philip.

### Chi ha paura di Baba Yaga? (1971)
Valentina cammina lungo il naviglio della Martesana e getta nell’acqua corrente i pezzi di uno specchio rotto per superstizione. Tornata a casa, Philip le chiede se la rottura dello specchio non sia stata opera della strega Baba Yaga (antagonista di una serie di storie a partire dall'omonima Baba Yaga).

### I vestiti nuovi dell'imperatrice (1973)
Valentina si ritrova in una tavola vuota e chiede a Crepax che le scriva una storia. Non ottenendo risposta, esce dalla tavola ma finisce per rovesciarsi addosso la boccetta di inchiostro. Vedendo che Crepax le ha disegnato dei vestiti anni ‘30 intuisce che l’autore è impegnato a disegnare l'adattamento a fumetti di Histoire d’O.

### Valentina nel Vaso di Pandora (1974)
Valentina ha un incontro con Louise Brooks. Successivamente è interrogata da Crepax,  in veste di psicanalista, sulle incongruenze delle sue prime storie, che vengono riordinate cronologicamente in questo modo:
- La curva di Lesmo
- Ciao, Valentina!
- I Sotterranei
- (La discesa, parte di una linea narrativa successivamente abbandonata, viene presentata come un'invenzione di Valentina per rimediare alla banalità del telefilm ideato da Arno)
- La forza di gravità
- Valentina perduta nel paese dei sovieti
- Valentina con gli stivali
- La Marianna la va in campagna
- Un poco Loco

### Valentina presenta... Viva Trotskij! (1974)
Valentina, ignorando le obiezioni di una voce fuori campo, scrive VIVA TROTSKIJ! su un muro, anticipando la  storia successiva.

## Pubblicazioni
- linus maggio 1967 / agosto 1974 [1][2][3][4][5][6][7][8][9][10]
- Milano Libri (Il ritratto di Valentina) marzo 1979
- RCS (Volumi 2-5) 2007
- Salani (Misteri e misfatti, Relazioni pericolose) 2010
- Mondadori (Volumi 5/23/26/27) 2015
- Feltrinelli (Chi ha paura di Baba Yaga?) 2025